# Władysław Hasior

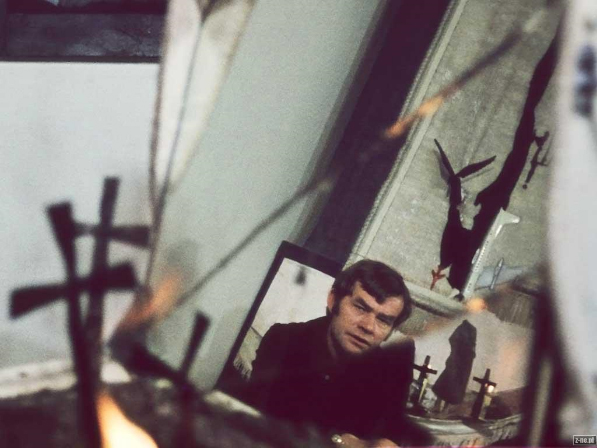
Władysław Hasior

Władysław Hasior (Nowy Sącz, 14 mei 1928-Krakau, 14 juli 1999) is een Pools schilder, beeldhouwer en scenograaf.
Hij studeerde aan de Academie voor Schone Kunsten van Warschau en zijn werk is in Muzeum Tatrzańskie de Zakopane en Miejski Ośrodek Sztuki de Gorzów.
- Bibliothèque nationale de France: cb12103470m (data)
- Gemeinsame Normdatei: 119555654
- International Standard Name Identifier: 0000 0001 0990 4768
- KulturNav: 25b6eba2-1367-4a3f-8d04-d5ac45ffde63
- Library of Congress Control Number: n85043945
- Nationale Bibliotheek van Tsjechië: osa2013764459
- Nederlandse Thesaurus van Auteursnamen: 079158285
- Réseau des bibliothèques de Suisse occidentale: 02-A018426044
- RKD-Nederlands Instituut voor Kunstgeschiedenis: 36381
- SNAC: w6902c55
- Système universitaire de documentation: 117545341
- Union List of Artist Names: 500097974
- Virtual International Authority File: 77128267
- WorldCat: E39PBJpv6fKfYXDxGQHXkHwXBP